# Florica Leonida
Florica (Floarea) Leonida (ur. 13 stycznia 1987 w Bukareszcie) – rumuńska gimnastyczka artystyczna. Karierę zakończyła w 2007 roku.
Krótko po tym wyjechała do Niemiec, gdzie została instruktorką fitness. We wrześniu 2012 roku świat obiegła informacja, że była sportsmenka, pracuje jako prostytutka.

## Osiągnięcia
- Pierwsze miejsce w zawodach Romanian International w 2002 roku
- Srebro w drużynie – Mistrzostwa Świata w Gimnastyce Artystycznej Anaheim 2003
- Srebro w drużynie – 24. Europejskie Mistrzostwa Juniorów Patras 2002
- Złoto w konkurencji ćwiczeń na równoważni – 24. Europejskie Mistrzostwa Juniorów Patras 2002
- Srebro w konkurencji ćwiczeń na macie – 24. Europejskie Mistrzostwa Juniorów Patras 2002[4]
- Srebro w drużynie – Mistrzostwa Europy w Gimnastyce Artystycznej Wolos 2006[5]